# La straniera
La straniera (Den okända) är en italiensk opera i två akter med musik av Vincenzo Bellini och libretto av Felice Romani efter Charles-Victor Prévost d'Arlincourts roman L'étrangère (1825).

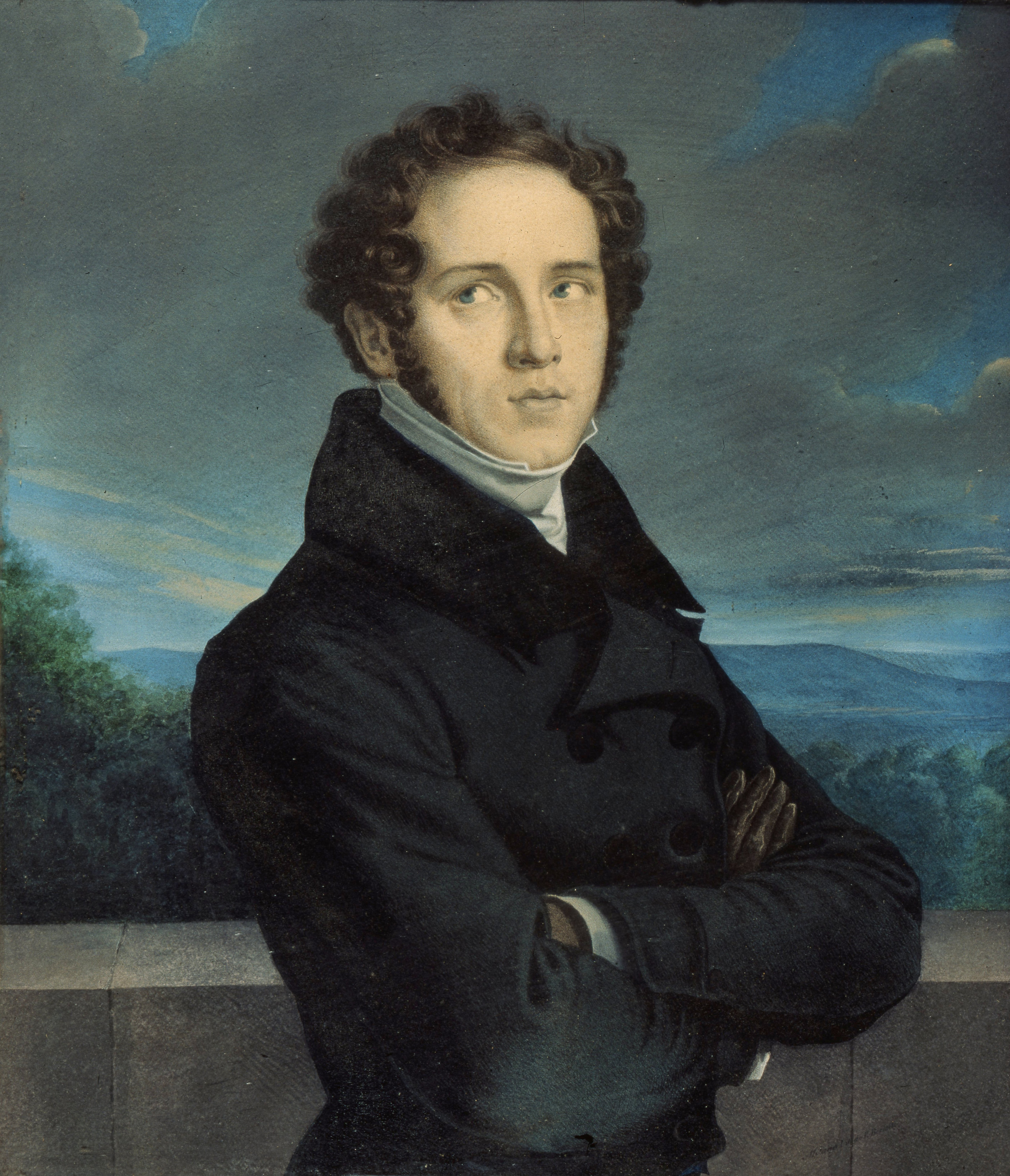
Vincenzo Bellini

## Historia
Bellinis första kontakt med publiken i Milano övertygade honom om att ingenting passade staden mer än originalitet och djärvhet. Han ansåg att Romanis libretto innehöll just detta och att operan skulle bli hans mest radikala verk och kräva nya grepp av sångarna. Tenorrollen var tänkt för Giovanni Battista Rubini, vars sång hade bidragit till framgången med Bellinis föregående opera Il pirata, men då denne var förhindrad att sjunga fick Bellini skriva partiet för den unge Domenico Reina. Operan hade premiär den 14 februari 1829 på La Scala i Milano och mottogs med stor entusiasm. Mot slutet av samma år reviderade Bellini tenorpartiet till Rubini för en uppsättning i Neapel men det blev ingen större succé. Efter ett par decennier föll operan i glömska och uppfördes igen först 1935 med anledning av 100-årsdagen av Bellinis död.
Svensk premiär den 23 januari 1841 på Kungliga operan i Stockholm.

## Personer
- Alaide, den okända (sopran)
- Arturo, greve av Ravenstel (tenor)
- Baron Valdeburgo, hemlig broder till Alaide (baryton)
- Isoletta, Arturos fästmö (mezzosopran)
- Osburgo, Arturos förtrogne (tenor)
- Greve Montolino, Isolettas fader (bas)
- Priorn för domstolen (bas)

## Handling

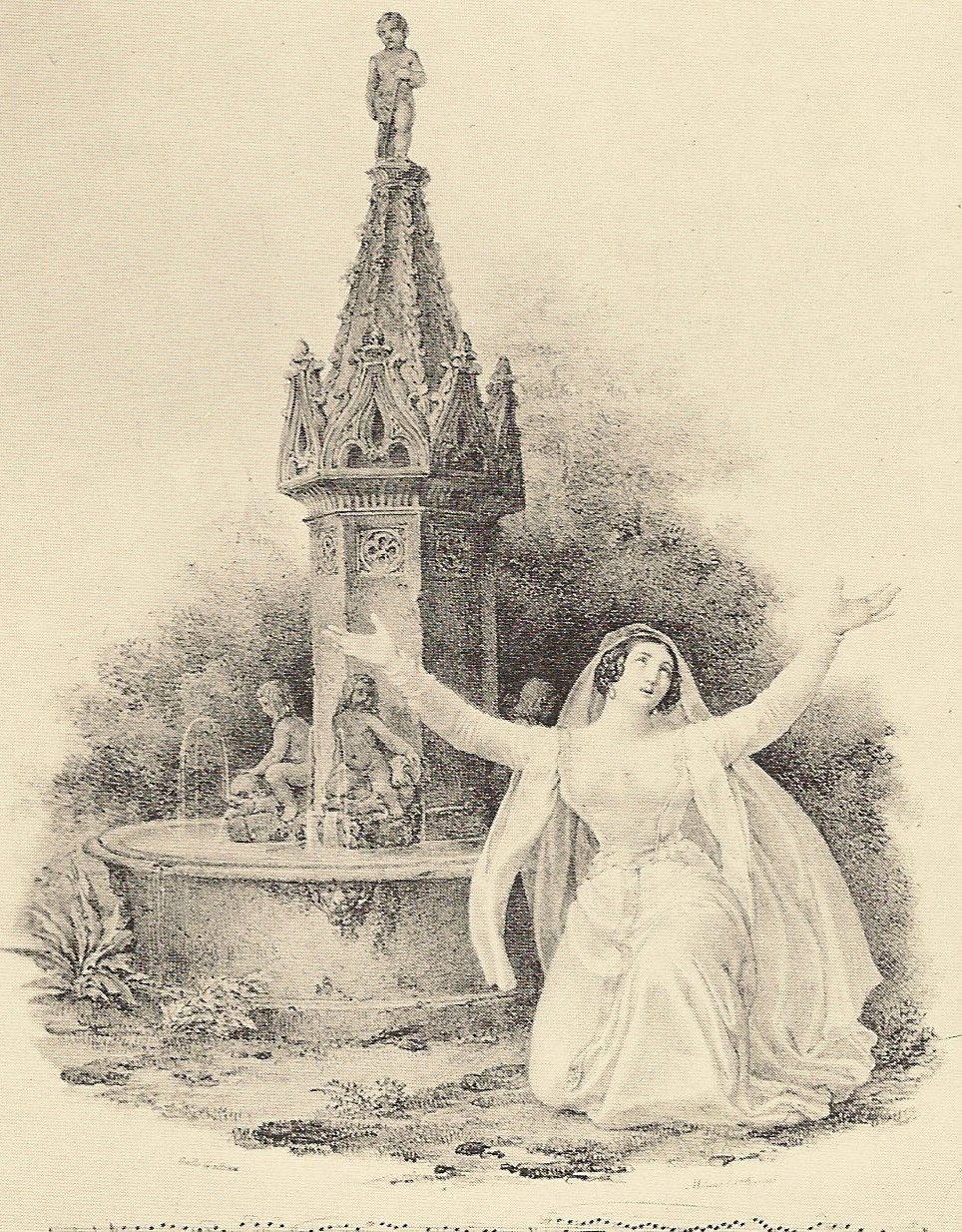
Henriette Meric-Lalande som Den okända vid premiären 1829.

Handlingen utspelas i Bretagne på slottet Montolino med omnejd på 1300-talet. Drottning Agnese av Frankrike (förklädd som Alaide) har blivit förvisad till Bretagne under övervakning av brodern Leopoldo (förklädd som Valdeburgo) på grund av påvens yrkande att kungen ska hålla fast vid ett tidigare äktenskapskontrakt.

### Akt I
På slottet Montolino förbereds bröllopet mellan Arturo och Isoletta, men Isoletta anförtror baron Valdeburgo att hon misstänker att Arturo har förälskat sig i den främmande kvinnan som under namnet Alaide bor i en stuga vid sjön. Arturo bekräftar för Valdeburgo att han inte älskar Isoletta och ber honom söka upp Alaide och se efter om hon är honom värdig. Valdeburgo känner till sin överraskning igen sin egen syster, men då de omfamnar varandra överraskas de av Arturo som i svartsjukan duellerar med Valdeburgo. Denne faller i sjön. Alaide avslöjar att det är hennes bror och Arturo rusar ut för att rädda honom. Då folk från trakten hittar Alaide och Arturos blodiga svärd anklagas hon för mord.

### Akt II
Under rättegången visar det sig att både Arturo och Valdeburgo har överlevt och Alaide kan friges sedan hon berättat vem hon är för den prior som har lett domstolsförhandlingarna. Valeburgo övertalar Arturo att ändå gifta sig med Isoletta, men under ceremonin förebrår hon honom för att han inte älskar henne. Alaide uppmanar henne att ändå gå vidare med vigseln. Då Arturo än en gång vill bryta sitt ord och förklarar att han inte kan leva utan Alaide, avslöjar priorn att den främmande kvinnan i själva verket är drottning Agnese av Frankrike, som nu är kallad till kungens sida, och Arturo tar sitt liv.